# Dorndiel
Dorndiel ist mit seinen etwa 450 Einwohnern der kleinste und gleichzeitig der am weitesten von der Kernstadt entfernte Stadtteil Groß-Umstadts am östlichen Rand des südhessischen Landkreises Darmstadt-Dieburg.

## Geographie
Der Ort liegt direkt an der Grenze Hessens zu Unterfranken in Bayern. Der südliche Nachbarort Wald-Amorbach liegt schon im hessischen Odenwaldkreis in einem Talkessel auf 221 m ü. NHN. Dorndiel liegt ca. 30 km von Darmstadt und 10 km von Umstadt in östlicher Richtung in einem nördlichen Ausläufer des Odenwalds und ist ein typisches Haufendorf in Tallage. Der Stadtteil Dorndiel umfasst die Gemarkung Dorndiel. In dieser liegt der Siedlungsplatz Burg Pfalzhof.

## Geschichte

### Historische Namensformen
In historischen Dokumenten ist der Ort unter folgenden Ortsnamen belegt (jeweils mit dem Jahr der Erwähnung):
- 1303 Dorndil
- 1418 Dorndylle
- 1458 Dorndill[4]
- 1497 Dorndille[5]
- 1543 Dorndyll[6]
- 1567 Dorndiel (dorn = Dorn; diel = mhd. dulle, Zaun, Hag)
- 1577 Dorndill[6]
- 1607 Dorndiell[6]
- 1608 Dorndiehl[6]
- 1690 Dorntiel[7]

### Ortsgeschichte

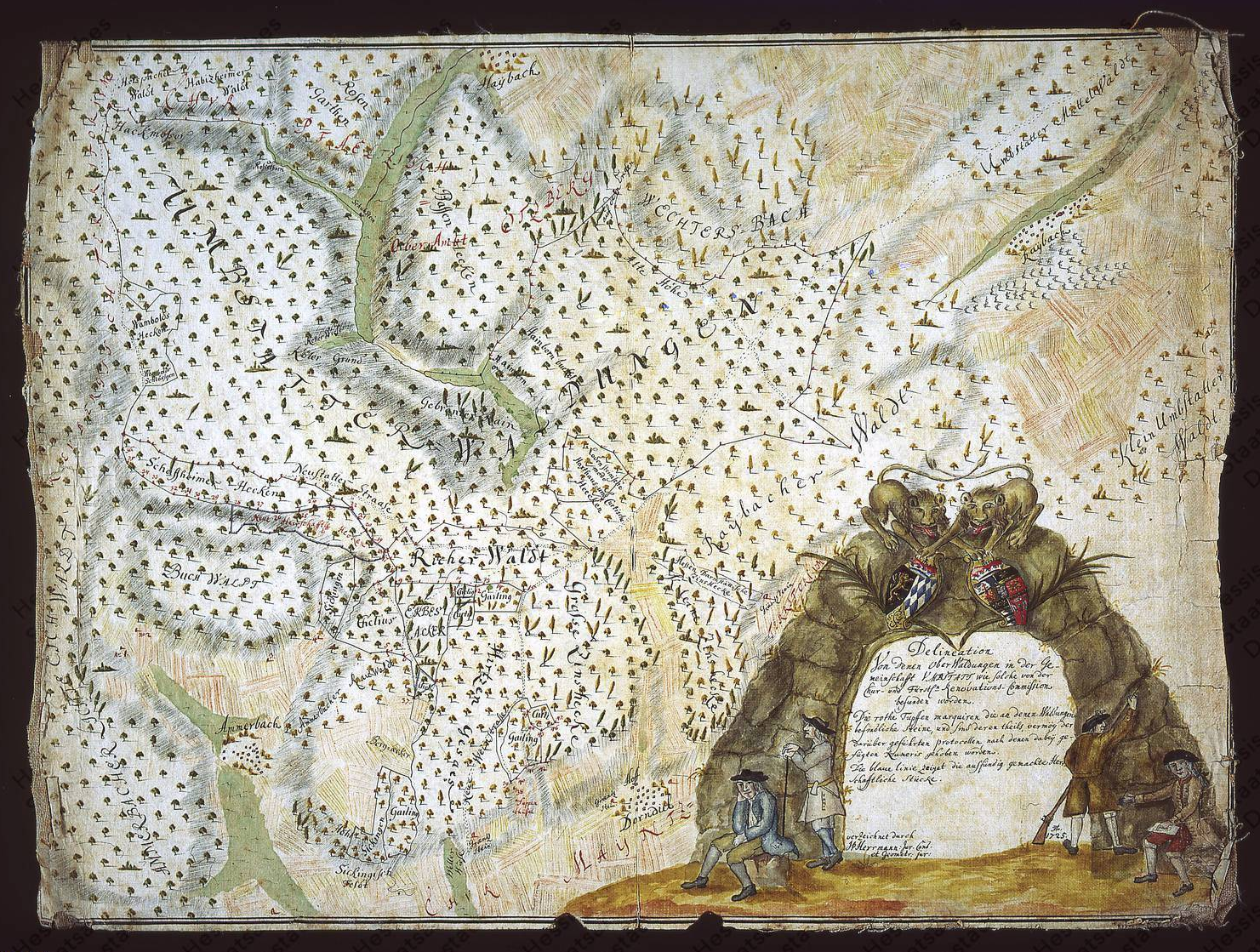
Dorndiel und der Dorndieler Hof auf einer Waldkarte von 1725

1390 und in Resten noch 1786 wird eine Burg Dorndiel der Schelle von Amorbach in den Urkunden erwähnt. Sie lag wahrscheinlich auf dem Gelände des Dorndieler Hofes, südwestlich des eigentlichen Ortskerns. Die Kommende Mosbach und das Kloster Höchst hatten im Mittelalter Grundbesitz in Dorndiel, das in den Bachgau zu zählen ist und Kurmainzer Herrschaftsgebiet war. Zeitweilig zur Zent Umstadt gehörig, kam es im ausgehenden Mittelalter zur Zent Ostheim. Durch Dorndiel zog sich die Landesgrenze zwischen dem Kondominat Umstadt und dem Kurmainzer Gebiet des Bachgaus: Der westlich gelegene Dorndieler oder Pfälzer Hof unterstand dem Kondominat, die größere Siedlung Dorndiel selbst war Kurmainzer Gebiet. Deshalb galt hier das Mainzer Landrecht als Partikularrecht. Das Gemeine Recht galt darüber hinaus, soweit das Mainzer Landrecht spezielle Regelungen für einen Sachverhalt nicht enthielt. Dieses Sonderrecht behielt seine Geltung auch im gesamten 19. Jahrhundert während der Zugehörigkeit des Gebietes zum Großherzogtum Hessen und wurde erst zum 1. Januar 1900 von dem einheitlich im ganzen Deutschen Reich geltenden Bürgerlichen Gesetzbuch abgelöst.
Um 1800 herrschte in Dorndiel eine große Armut, so dass viele Bürger nach Amerika auswanderten. 1803 wurde Dorndiel, wie auch Radheim und Mosbach, als rechtsrheinisches Territorium des Oberen Erzstiftes Mainz Teil des Fürstentums Aschaffenburg und kam mit diesem 1810 an das Großherzogtum Frankfurt, wo die drei Orte im Departement Aschaffenburg auf dem Verwaltungsgebiet der Districtmairie Obernburg lagen. Am 26. Juni 1814 kamen Dorndiel, Mosbach und Radheim an das Königreich Bayern. Mit Vertrag vom 29. Januar 1817 gelangten die drei Orte durch Gebietstausch gegen Umpfenbach, Laudenbach, Windischbuchen und Reichartshausen an das Großherzogtum Hessen (Hessen-Darmstadt).
Mit der hessischen Herrschaft wurde Dorndiel bis 1820 Teil des hessischen Amtes Umstadt das ab 1816 zur Provinz Starkenburg des Großherzogtums Hessen (Hessen-Darmstadt) gehörte. 1821 wurden im Großherzogtum Landratsbezirke eingeführt und Dorndiel wurde dem Landratsbezirk Dieburg zugeteilt.
Die Statistisch-topographisch-historische Beschreibung des Großherzogthums Hessen berichtet 1829 über Dorndiel:

„Dorndiel (L. Bez. Dieburg) kath. Filialdorf; liegt auf einer sanften Anhöhe, 3 St. von Dieburg und 1 3⁄4 St. von Umstadt. Der Ort hat eine Kapelle, 38 Häuser und 276 Einw., die bis aus 2 Luth. alle katholisch sind. Unter diesen sind 37 Bauern und 9 Handwerker. In der Gemarkung befindet sich ein bedeutender Bruch von rothen Sandsteinen, die behauen werden. – Das Dorf gehörte früher zum Oberhof Umstadt, kam aber nachher zu dem von Ostheim. Die Kommende Moßbach hatte hier einen Hof. Im Jahr 1817 kommt der Ort von Baiern durch Tausch an Hessen.“

1832 wurden die Einheiten ein weiteres Mal vergrößert und es wurden Kreise geschaffen. Dadurch gelangte Dorndiel in den Kreis Dieburg. Die Provinzen, die Kreise und die Landratsbezirke des Großherzogtums wurden am 31. Juli 1848 abgeschafft und durch Regierungsbezirke ersetzt, was jedoch bereits am 12. Mai 1852 wieder rückgängig gemacht wurde. Dadurch gehörte Dorndiel zwischen 1848 und 1852 zum Regierungsbezirk Dieburg, bevor wieder der Kreis Dieburg für die übergeordnete Verwaltung zuständig war. Dieser war bis zum 1. November 1938 ein Landkreis des Großherzogtum Hessen und nach dem Ersten Weltkrieg des Volksstaat Hessen. Aus ihm ging im Zuge der Verwaltungsreformen 1938 der Landkreis Dieburg hervor. Im Zuge der Gebietsreform in Hessen wurde 1977 der Landkreis Dieburg mit dem Landkreis Darmstadt fusioniert und bildet den heutigen Landkreis Darmstadt-Dieburg.
Aus dem Berggrundbuch von Dorndiel des 20. Jahrhunderts ist bekannt, dass es eine Eisenerzgrube Margareta gegeben haben muss. Die Bergrechte sind 1989 erloschen.
Hessische Gebietsreform (1970–1977)
Bis zum Zusammenschluss kraft Landesgesetz, im Zuge der Gebietsreform in Hessen, von Dorndiel mit Groß-Umstadt und fünf weiteren Gemeinden zur erweiterten Stadt Groß-Umstadt am 1. Januar 1977 war Dorndiel eine selbstständige Gemeinde. Letzter Bürgermeister war von 1968 bis zur Gebietsreform 1977 Heinrich Balmert (1927–2024) Balmert war danach noch 5 Monate als Stadtrat des erweiterten Groß-Umstadt tätig.
Seitdem ist Dorndiel der am weitesten von der Kernstadt entfernte und kleinste Stadtteil von Groß-Umstadt. Für die Kernstadt Umstadt und die Stadtteile Dorndiel, Heubach, Kleestadt, Klein-Umstadt, Raibach, Richen, Semd und Wiebelsbach wurden Ortsbezirke errichtet.

### Verwaltungsgeschichte im Überblick
Die folgende Liste zeigt die Staaten und Verwaltungseinheiten, denen Dorndiel angehört(e):
- vor 1803: Heiliges Römisches Reich, Kurfürstentum Mainz, Oberes Erzstift, Vizedomamt Aschaffenburg, Amtsvogtei Obernburg
- ab 1803: Heiliges Römisches Reich, Fürstentum Aschaffenburg,[Anm. 2] Amtsvogtei Obernburg
- ab 1806: Fürstentum Aschaffenburg,[Anm. 3] Amtsvogtei Obernburg
- ab 1810: Großherzogtum Frankfurt, Departement Aschaffenburg, Distriktmarie Obernburg
- ab 1814: Königreich Bayern, Fürstentum Aschaffenburg, Districtmarie Obernburg
- ab 1817: Großherzogtum Hessen[Anm. 4] (durch Tausch), Provinz Starkenburg, Amt Umstadt
- ab 1821: Großherzogtum Hessen, Provinz Starkenburg, Landratsbezirk Dieburg[Anm. 5]
- ab 1832: Großherzogtum Hessen, Provinz Starkenburg, Kreis Dieburg
- ab 1848: Großherzogtum Hessen, Regierungsbezirk Dieburg
- ab 1852: Großherzogtum Hessen, Provinz Starkenburg, Kreis Dieburg
- ab 1871: Deutsches Reich,[Anm. 6] Großherzogtum Hessen, Provinz Starkenburg, Kreis Dieburg
- ab 1918: Deutsches Reich, Volksstaat Hessen,[Anm. 7] Provinz Starkenburg, Kreis Dieburg
- ab 1938: Deutsches Reich, Volksstaat Hessen, Landkreis Dieburg[16][Anm. 8]
- ab 1945: Deutsches Reich, Amerikanische Besatzungszone,[Anm. 9] Groß-Hessen, Regierungsbezirk Darmstadt, Landkreis Dieburg
- ab 1946: Deutsches Reich, Amerikanische Besatzungszone, Hessen, Regierungsbezirk Darmstadt, Landkreis Dieburg
- ab 1949: Bundesrepublik Deutschland, Hessen, Regierungsbezirk Darmstadt, Landkreis Dieburg
- ab 1977: Bundesrepublik Deutschland, Hessen, Regierungsbezirk Darmstadt, Landkreis Darmstadt-Dieburg, Stadt Groß-Umstadt

## Bevölkerung

### Einwohnerstruktur 2011
Nach den Erhebungen des Zensus 2011 lebten am Stichtag dem 9. Mai 2011 in Dorndiel 432 Einwohner. Darunter waren 12 (2,8 %) Ausländer. Nach dem Lebensalter waren 78 Einwohner unter 18 Jahren, 483 waren zwischen 18 und 49, 90 zwischen 50 und 64 und 81 Einwohner waren älter. Die Einwohner lebten in 171 Haushalten. Davon waren 39 Singlehaushalte, 48 Paare ohne Kinder und 66 Paare mit Kindern, sowie 15 Alleinerziehende und 3 Wohngemeinschaften. In 36 Haushalten lebten ausschließlich Senioren und in 111 Haushaltungen lebten keine Senioren.

### Kulturdenkmäler

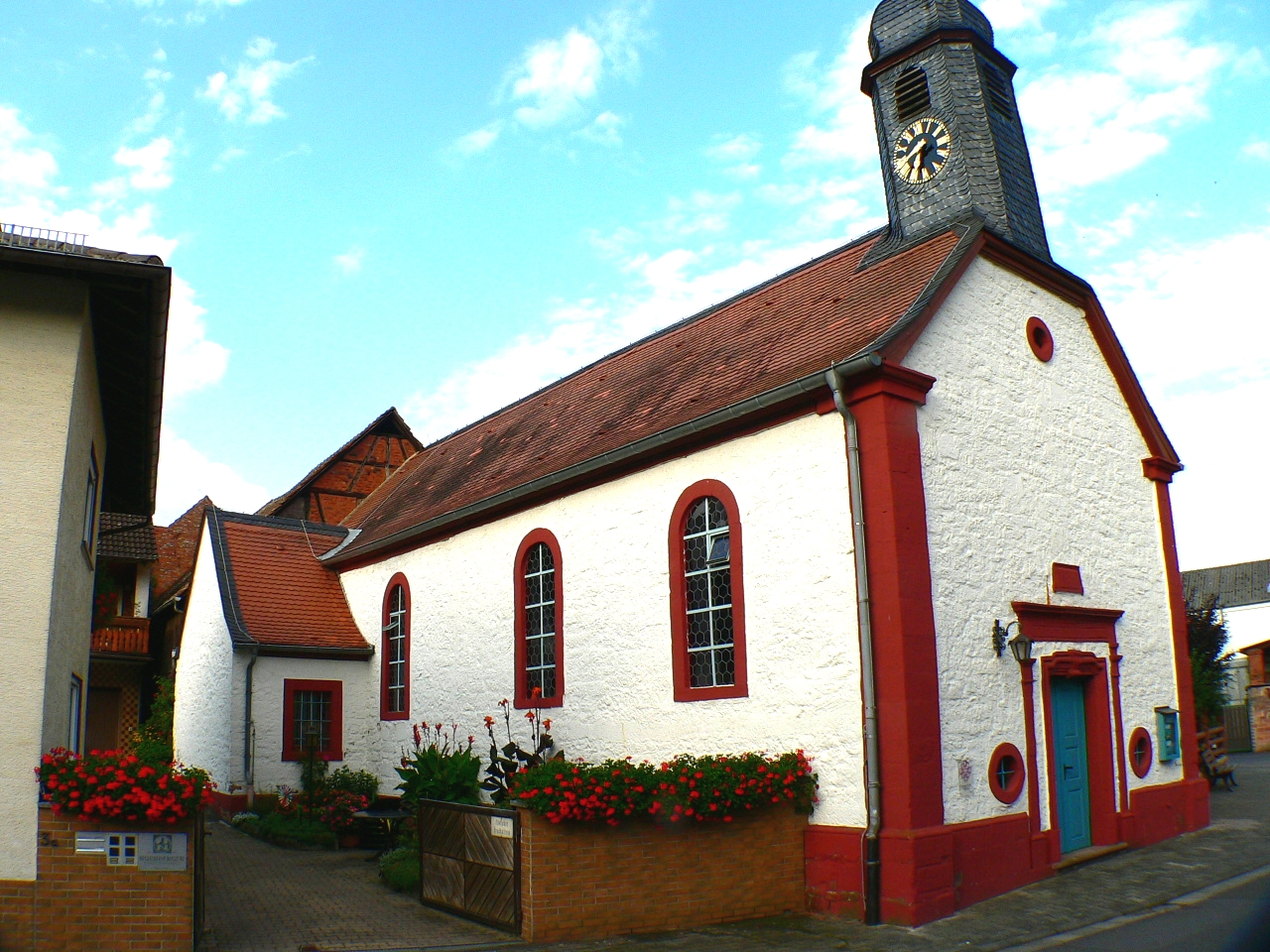
Evangelische Kirche

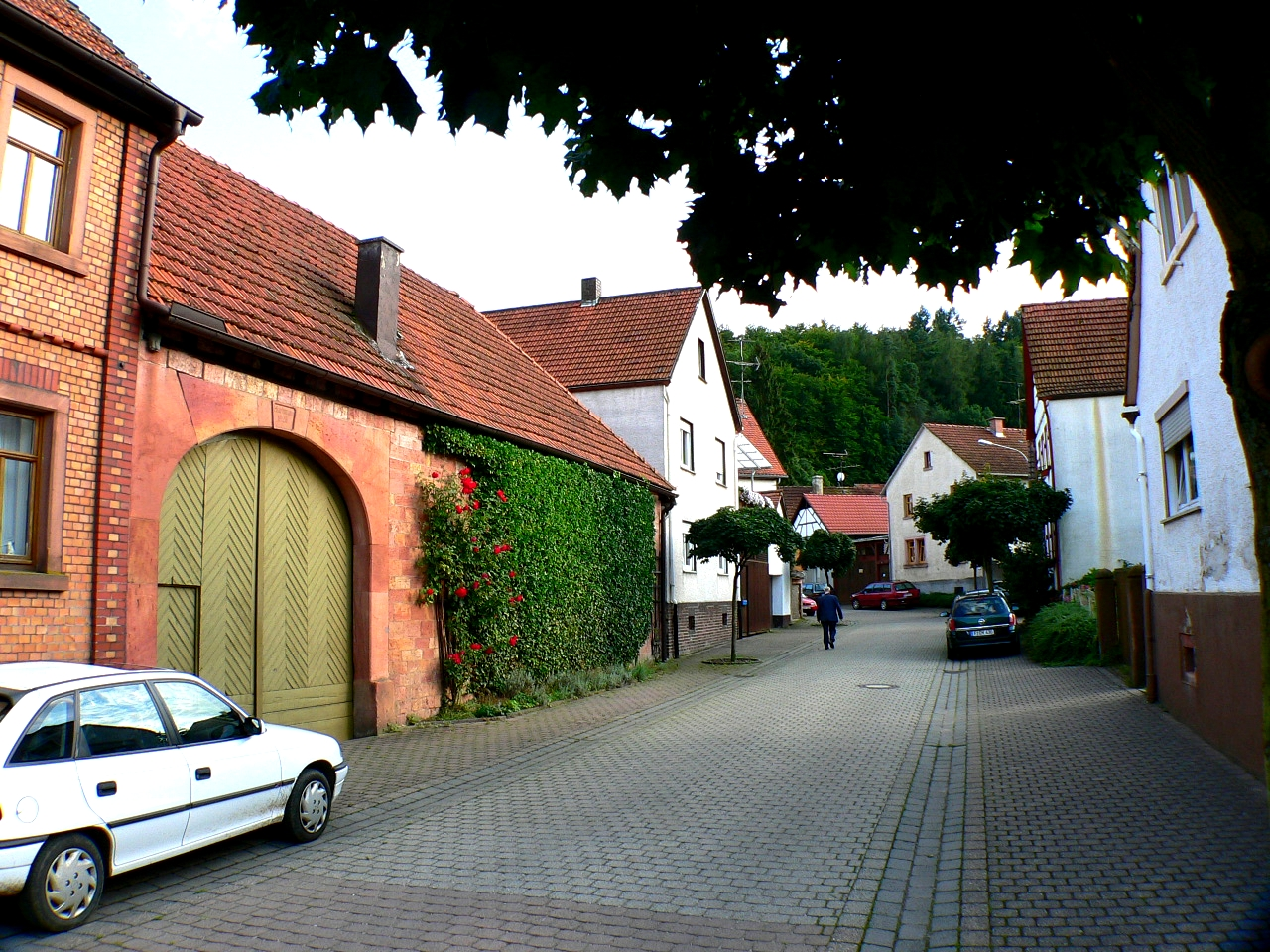
Dorfstraße

### Einwohnerentwicklung
| • 1812: | 29 Feuerstellen, 186 Seelen |
| • 1829: | 276 Einwohner, 38 Häuser    |
| • 1867: | 262 Einwohner, 41 Häuser    |

| Dorndiel: Einwohnerzahlen von 1812 bis 2019 | Dorndiel: Einwohnerzahlen von 1812 bis 2019 | Dorndiel: Einwohnerzahlen von 1812 bis 2019 | Dorndiel: Einwohnerzahlen von 1812 bis 2019 | Dorndiel: Einwohnerzahlen von 1812 bis 2019 |
| --- | ------------------------------------------- | ------------------------------------------- | ------------------------------------------- | ------------------------------------------- |
| Jahr |                                             |                                             |                                             | Einwohner                                   |
| 1812 | 1812                                        |                                             | 186                                         | 186                                         |
| 1829 | 1829                                        |                                             | 276                                         | 276                                         |
| 1834 | 1834                                        |                                             | 302                                         | 302                                         |
| 1840 | 1840                                        |                                             | 335                                         | 335                                         |
| 1846 | 1846                                        |                                             | 349                                         | 349                                         |
| 1852 | 1852                                        |                                             | 352                                         | 352                                         |
| 1858 | 1858                                        |                                             | 316                                         | 316                                         |
| 1864 | 1864                                        |                                             | 287                                         | 287                                         |
| 1871 | 1871                                        |                                             | 258                                         | 258                                         |
| 1875 | 1875                                        |                                             | 264                                         | 264                                         |
| 1885 | 1885                                        |                                             | 266                                         | 266                                         |
| 1895 | 1895                                        |                                             | 264                                         | 264                                         |
| 1905 | 1905                                        |                                             | 275                                         | 275                                         |
| 1910 | 1910                                        |                                             | 310                                         | 310                                         |
| 1925 | 1925                                        |                                             | 270                                         | 270                                         |
| 1939 | 1939                                        |                                             | 260                                         | 260                                         |
| 1946 | 1946                                        |                                             | 378                                         | 378                                         |
| 1950 | 1950                                        |                                             | 364                                         | 364                                         |
| 1956 | 1956                                        |                                             | 334                                         | 334                                         |
| 1961 | 1961                                        |                                             | 327                                         | 327                                         |
| 1967 | 1967                                        |                                             | 304                                         | 304                                         |
| 1970 | 1970                                        |                                             | 327                                         | 327                                         |
| 1980 | 1980                                        |                                             | ?                                           | ?                                           |
| 1990 | 1990                                        |                                             | ?                                           | ?                                           |
| 2006 | 2006                                        |                                             | 520                                         | 520                                         |
| 2011 | 2011                                        |                                             | 532                                         | 532                                         |
| 2016 | 2016                                        |                                             | 460                                         | 460                                         |
| 2019 | 2019                                        |                                             | 458                                         | 458                                         |
| Datenquelle: Historisches Gemeindeverzeichnis für Hessen: Die Bevölkerung der Gemeinden 1834 bis 1967. Wiesbaden: Hessisches Statistisches Landesamt, 1968. Weitere Quellen: LAGIS; Stadt Groß-Umstadt; Zensus 2011 |                                             |                                             |                                             |                                             |

### Historische Religionszugehörigkeit
| • 1829: | 2 lutheranische (= 0,72 %) und 274 katholische (= 99,28 %) Einwohner |
| • 1961: | 49 evangelische (= 14,98 %), 278 katholische (= 85,02 %) Einwohner   |

## Politik
Ortsbeirat
Für Dorndiel besteht ein Ortsbezirk (Gebiete der ehemaligen Gemeinde Dorndiel) mit Ortsbeirat und Ortsvorsteher nach der Hessischen Gemeindeordnung. Der Ortsbeirat besteht aus fünf Mitgliedern. Bei den Kommunalwahlen in Hessen 2021 wurden nur vier Sitze vergeben, die Wahlbeteiligung zum Ortsbeirat betrug 61,54 %. Dabei wurden gewählt: drei Mitglieder der BVG (Bürgervereinigung Groß-Umstadt e. V.) und ein Mitglied des Bündnis 90/Die Grünen. Der Ortsbeirat wählte Karl-Heinz Dührig (BVG) zum Ortsvorsteher.

## Kultur und Sehenswürdigkeiten

### Naherholung
Rund um die Ortschaft erstrecken sich heute eine Vielzahl von Wanderwegen. Einer davon ist der Franken-Hessen-Kurpfalz-Weg, von dem aus man zu einigen der bedeutenden Sehenswürdigkeiten des Odenwalds gelangt.
Sehenswürdigkeiten und Wanderziele in der Umgebung:
- Burg Breuberg
- Wamboltsches Schlösschen
- Pflaumheimer Höfe
- Bolachberg
- Binselberg

### Natur und Schutzgebiete
In der Gemarkung von Dorndiel liegt ein Teil des Naturschutzgebiets „Bruchwiesen von Dorndiel“.
Auch das Natura2000-Gebiet „Wald bei Wald-Amorbach“ (FFH-Gebiet 6120-301) befindet sich mit kleinen Teilen in der Gemarkung.

### Regelmäßige Veranstaltungen
Drei Dorndieler Ortsvereine (Freiwillige Feuerwehr, Deutsches Rotes Kreuz und Sportverein 1965 e. V.) sind aktiv:
- Tanz in den Mai beim Sportverein
- An Christi Himmelfahrt das Frühlingsfest der Feuerwehr
- Anfang Juli die Dorndieler Sommernacht des DRK Dorndiel
- Im Dezember der Weihnachtsmarkt

## Infrastruktur

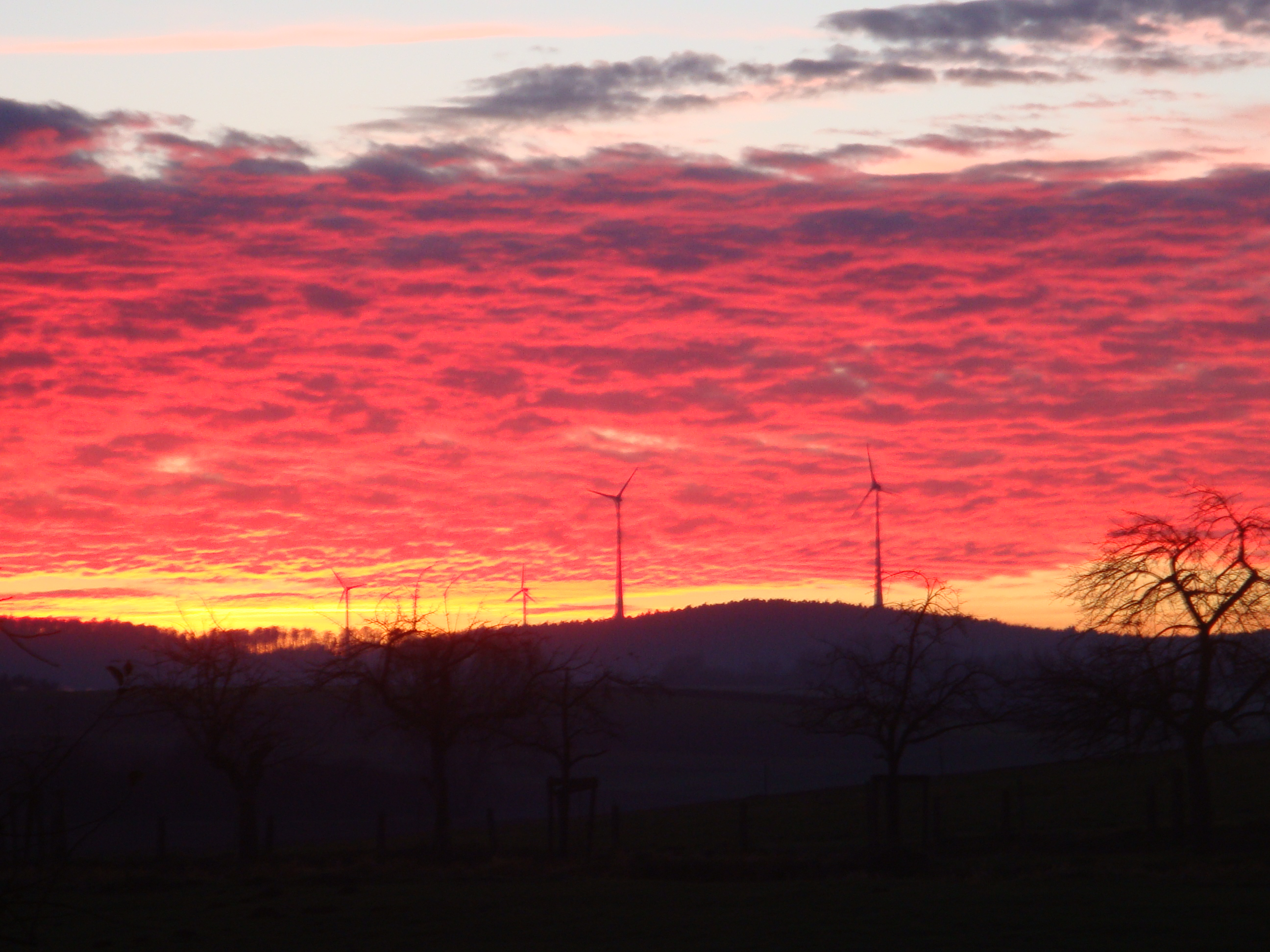
Windpark Binselberg

- Die Ortsmitte mit der Bushaltestelle, auch Dalles genannt, zählt zu den ältesten Plätzen in Dorndiel. Hier stand damals noch ein Dorfbrunnen.
- Es gibt in Dorndiel seit vielen Jahren einen Jugendraum unter dem umgebauten Bürgertreff gegenüber dem Feuerwehrhaus, der mehrmals in der Woche von Kindern und Jugendlichen für Spiele, Geselligkeit und Unterhaltung genutzt werden kann.
- Zwei Übernachtungsmöglichkeiten gibt es in Dorndiel: Das Selbstversorgerhaus der Katholischen Kirchengemeinde Dorndiel und eine private Adresse.
- Dorndiel verfügt über eine freiwillige Feuerwehr.